# John Shaft
John Shaft è un personaggio immaginario letterario, cinematografico e televisivo, protagonista di sette romanzi, cinque film e una serie televisiva.

## Storia
Creato nel 1970 dallo scrittore bianco Ernest Tidyman come risposta afro-americana al James Bond di Ian Fleming, John Shaft divenne subito protagonista di una saga cinematografica di grande successo.
Detective privato dai modi rudi e sbrigativi, fu interpretato da Richard Roundtree in Shaft il detective (1971) e nei due sequel degli anni settanta, mentre Samuel L. Jackson ne ha interpretato il nipote (anch'esso chiamato John Shaft) in Shaft, sequel che uscì nelle sale nel 2000.
Quando venne pubblicato il primo libro il personaggio di Shaft venne definito: "Più caldo di Bond, più fico di Bullitt" ("Hottest than Bond, cooler than Bullit"), tagline utilizzata anche all'uscita del primo film del 1971.

## Biografia del personaggio
Nell'ultimo libro di Ernest Tidyman, The Last Shaft (1975), alla fine John Shaft muore. Ciononostante, lo stesso John Shaft, interpretato da Roundtree, ricomparve in un cameo nel sequel del 2000.

## Libri
- Shaft (1970)
  - Shaft contro la mafia, Milano, Garzanti, 1971 traduzione di Ettore Capriolo
  -  Ernest Tidyman, Shaft, collana Big Sur, SUR, 2016, ISBN 978-88-6998-028-2.
- Shaft Among the Jews (1972)
  - Shaft tra gli ebrei (Shaft Among the Jews) (1972), Milano, Garzanti, 1973 traduzione di Ettore Capriolo
  -  Ernest Tidyman, Shaft tra gli ebrei, collana Big Sur, SUR, 2017, ISBN 978-88-6998-052-7.
- Shaft's Big Score! (1972)
  - Shaft fa centro, Milano, Garzanti, 1975 traduzione di Ettore Capriolo
- Shaft Has a Ball (1973)
  - Shaft se la gode, Milano, Garzanti, 1975 traduzione di Ettore Capriolo
- Goodbye, Mr. Shaft (1973)
  - Addio, Mr. Shaft, Milano, Garzanti, 1976 traduzione di Ettore Capriolo
- Shaft's Carnival of Killers (1974)
- The Last Shaft (1975)

## Filmografia

### Cinema
- Shaft il detective, regia di Gordon Parks (1971)
- Shaft colpisce ancora, regia di Gordon Parks (1972)
- Shaft e i mercanti di schiavi, regia di John Guillermin (1973)
- Shaft, regia di John Singleton (2000)
- Shaft, regia di Tim Story (2019)

### Televisione
- Shaft, serie televisiva in 7 episodi (1973-1974)

## Citazioni e omaggi
- Burger King utilizzò il personaggio di Shaft, interpretato Shaquille O'Neal, come testimonial, qualche volta parodiandolo.
- Geena Davis parodiò il sequel di Shaft del 2000 nei promo della serie televisiva, The Geena Davis Show.
- Nella serie televisiva Lost, Sawyer compare col soprannome di Mr. Eko "Shaft".
- In una puntata di E.R. il dottor Benton (Eriq La Salle) si traveste da Shaft per una festa di carnevale.